# 下痢
| 順位 | 疾病                 | DALYs （万） | DALYs （%） | DALYs （10万人当たり） |
| ---- | -------------------- | ------------ | ----------- | ---------------------- |
| 1    | 新生児疾患           | 20,182.1     | 8.0         | 2,618                  |
| 2    | 虚血性心疾患         | 18,084.7     | 7.1         | 2,346                  |
| 3    | 脳卒中               | 13,942.9     | 5.5         | 1,809                  |
| 4    | 下気道感染症         | 10,565.2     | 4.2         | 1,371                  |
| 5    | 下痢性疾患           | 7,931.1      | 3.1         | 1,029                  |
| 6    | 交通事故             | 7,911.6      | 3.1         | 1,026                  |
| 7    | COPD                 | 7,398.1      | 2.9         | 960                    |
| 8    | 糖尿病               | 7,041.1      | 2.8         | 913                    |
| 9    | 結核                 | 6,602.4      | 2.6         | 857                    |
| 10   | 先天異常             | 5,179.7      | 2.0         | 672                    |
| 11   | 背中と首の痛み       | 4,653.2      | 1.8         | 604                    |
| 12   | うつ病性障害         | 4,635.9      | 1.8         | 601                    |
| 13   | 肝硬変               | 4,279.8      | 1.7         | 555                    |
| 14   | 気管、気管支、肺がん | 4,137.8      | 1.6         | 537                    |
| 15   | 腎臓病               | 4,057.1      | 1.6         | 526                    |
| 16   | HIV / AIDS           | 4,014.7      | 1.6         | 521                    |
| 17   | その他の難聴         | 3,947.7      | 1.6         | 512                    |
| 18   | 墜死                 | 3,821.6      | 1.5         | 496                    |
| 19   | マラリア             | 3,339.8      | 1.3         | 433                    |
| 20   | 裸眼の屈折異常       | 3,198.1      | 1.3         | 415                    |

下痢（げり、英: diarrhea）は、健康時の便と比較して、非常に緩いゲル（粥）状・若しくは液体状の便が出る状態である。主に消化機能の異常により、人間を含む動物が患う症状であり、その際の便は軟便（なんべん）、泥状便（でいじょうべん）、水様便（すいようべん）ともいう。東洋医学では泄瀉（泄は大便が希薄で、出たり止まったりすること。瀉は水が注ぐように一直線に下る）とも呼ばれる。世界では毎年17億人が発症し、また毎年76万人の5歳以下児童が下痢により死亡している。発展途上国では主な死因の1つとなっている。
軟骨魚類・両生類・爬虫類・鳥類および一部の原始的な哺乳類は、下痢とよく似た軟らかい便を排泄するが、それらの排泄を指して「下痢」とは呼ばない。それらの生物は、消化器官の作りが原始的であったり、全排泄（出産や産卵をも含む）を総排泄腔で行うことから、便の柔らかいことが常態である。

## 定義
下痢は、消化吸収能力の機能低下や、毒物の服用、何等かの感染症、薬剤の副作用、内分泌疾患によって発生する便が泥状や水様の症状である。多くの場合、排便回数の増加を伴う。瀉下薬（下剤）の服用に伴い生じる下痢様症状は除外する。
下痢症状の継続期間から以下に別けられる。
- 発症から2週間以内のものを急性下痢[5]、ウイルス性のものである可能性が高く、ほとんどの場合、自然に治癒する。
- 発症から2週間から4週間以下のものを持続性下痢[3][5]
- 発症から4週間以上のものを慢性下痢[5]

便が非常に柔らかくなる際に合併する主な症状は、
1. 下痢の原因に直接関係のある
  - 腹痛、悪心、嘔吐
2. 副次的に生じる
  - 脱水、食欲減退、疲労、体力消耗

などが挙げられる。
特に水様便に伴う脱水により重篤な状態に陥ることもある。

### 便の状態
便の状態は、ブリストル・スケールにより評価する。
| ブリストル・スケール | 状態                                                                    | 解説 |
| -------------------- | ----------------------------------------------------------------------- | ---- |
|                      |                                                                         |      |
| 1 コロコロ便         | 硬くてコロコロのウサギ糞状の便                                          |      |
| 2 硬い便             | ソーセージ状ではあるが硬い便                                            |      |
| 3 やや硬い便         | 表面にひび割れのあるソーセージ状の便                                    |      |
| 4 普通便             | 表面がなめらかで柔らかいソーセージ状、 あるいは蛇のようなとぐろを巻く便 |      |
| 5 やや柔らかい便     | はっきりとしたしわのある半分固形                                        |      |
| 6 泥状便             | 境界がほぐれて、フニャフニャの不定形の小片便、泥状の便                  |      |
| 7 水様便             | 水様で、固形物を含まない液体状の便                                      |      |

## 疫学

2004年の100,000人あたりの下痢の障害調整生命年（DALY）
データなし
500未満
500-1000
1000-1500
1500-2000
2000-2500
2500-3000
3000-3500
3500-4000
4000-4500
4500-5000
5000-6000
6000以上

2004年には世界で約25億人が下痢に罹患し、150万人の5歳以下の子供が死んでいる。これらの患者の半分以上がアフリカ及び南アジアに在住している。20年前には500万人に1人が毎年死亡していたが現在では改善しつつある。これらの年代では、下痢の死因は全体の16%を占め、肺炎の17%の死因に次いで第2位の死因となっている。

## 原因
通常、便は大腸内にて水分やミネラルを吸収された上で排出されるが、何らかの原因で水分を多分に残したまま便意を催して排便されることがある。浸透圧により、腸壁から腸管内に水分が排出される。これが下痢である。
治療方針を決定するため原因鑑別を行う。
- 内的要因
  - 吸収不良
    - 乳糖不耐症、消化管機能低下、内分泌異常

  - 消化管の器質的異常
    - 消化管穿孔、炎症性腸疾患、悪性腫瘍

  - 消化管の機能的異常
    - 便の大腸から回腸部への逆流[8]
- 外的要因
  - 食中毒
    - 病原性、腐敗物の喫食
    - 化学物質、薬剤
      - カフェイン[9]、マグネシウムの過大摂取による浸透圧異常、人工甘味料[10]、

  - 生活習慣
    - 飲酒、過食、冷熱刺激

  - ストレス
    - 過敏性腸症候群

腹痛を伴わない、何らかの摂取物や疾病による症候としての下痢（機能性下痢）としては、
- 食物起因性、薬剤起因性、乳糖不耐性、胆汁酸吸収不良、セリアック病、ランブルべん毛虫症、慢性膵機能不全、クローン病、顕微鏡的大腸炎、小腸内細菌の異常増殖、全身疾患に伴う下痢、腸管スピロヘータ
- 下痢を伴う全身疾患の例[9]、
  - 内分泌疾患（糖尿病、甲状腺機能亢進症、アジソン病）
  - ホルモン．生理活性物質産生腫瘍（カルチノイド症候群、WDHA症候群、ゾリンジャー＝エリソン症候群、甲状腺髄様癌）
  - 免疫不全状態（AIDS、低ガンマグロブリン血症）
  - 心不全
  - 食物アレルギー
  - 吸収不良症候群
  - 蛋白漏出性胃腸症

### 感染症
感染性の下痢は、ウイルス、細菌、寄生虫など多くの原因がある。感染性下痢はよく胃腸炎に関連づけられる。
成人の下痢で最も一般なのはノロウイルスであり、5歳以下児童の下痢で最も一般なのはロタウイルスである。さらにアデノウイルスタイプ40,41や、アストロウイルスによる感染性下痢も一般的である。
また赤痢、コレラ、病原性大腸菌などによる感染症や、クリプトスポリジウムといった病原性原虫や寄生虫の寄生でも発生し、最悪の場合は死に至る。

### 吸収不良
小腸、膵臓の障害により、栄養分の吸収が十分にできないことによる。
- 慢性膵炎
- ヘリコバクター・ピロリの感染による消化不良
- 外科手術などにより、腸を切除した場合
- 好酸球性消化管疾患（好酸球性胃腸炎）

### 炎症性腸疾患
- 潰瘍性大腸炎、クローン病などの炎症性腸疾患

### 過敏性腸症候群
- 過敏性腸症候群 (IBS) 、機能性胃腸症 (FD) などに代表される体質
- 不安障害による心身症
- 神経性の消化不良
- 便意を我慢し過ぎることによる大腸の異常活動

### そのほか
- 甲状腺機能亢進症、糖尿病、大腸癌
- 医薬品の副作用...（プロトンポンプ阻害薬によるcollagenous colitisなど）
- 便が大腸（上行結腸、横行結腸）から盲腸・回腸部へ逆流すると、便中の短鎖脂肪酸が刺激源となって下痢を発生させる[8]。

## 病態
脱水症状は特に細胞外液脱水になり、塩分などのミネラル分などの消耗も起きるので電解質代謝異常を来す。便は通常アルカリ性なので体液の酸アルカリ平衡が酸性に向かいアシドーシスとなって、体液が酸性に傾きアシデミアになりやすい。これは嘔吐の際に、酸性の胃液を吐くため平衡がアルカリ性に向かいアルカローシスになって、体液がアルカリに傾くアルケミアになりやすいことと対比するとわかりやすい。また、脱水が高度になると循環血流量が減少するため、多臓器不全（腎不全など）やショック、意識障害を招くこともある。
|                       | 小腸性下痢 | 大腸性下痢 |
| --------------------- | --- | --- |
| 便量                  | 著しく増加 | 正常〜増加 |
| 粘液                  | まれ | あり |
| メレナ                | 小腸出血時に発生 | なし |
| 血便                  | 出血性腸炎を除きなし | 時に存在 |
| 未消化物              | あり | なし |
| 腹痛                  | 軽いことが多い | 強い |
| 渋り腹 （テネスムス） | なし | 頻回 |
| 体重減少              | しばしば | まれ |
| 嘔吐                  | しばしば | まれ |
| 発熱                  | 軽度（38℃未満） | しばしば38℃以上の高熱が出る |
| 原因となる主な病気    | ノロウイルスやロタウイルスなどによる急性胃腸炎、コレラ、寄生虫病、 クローン病、十二指腸潰瘍、乳糖不耐症、過敏性腸症候群、寝冷え、暴飲暴食、 ストレスなど | 腸管出血性大腸菌・赤痢菌・サルモネラ菌・カンピロバクター・クロストリジウム・ディフィシル・結核菌などの細菌による大腸炎、アメーバ赤痢、潰瘍性大腸炎、虚血性大腸炎、 薬剤性腸炎、大腸癌など |

また、消化管穿孔性疾患に伴う腹膜炎は、頻回の便意をもよおすことがある。

## 管理

### 補水

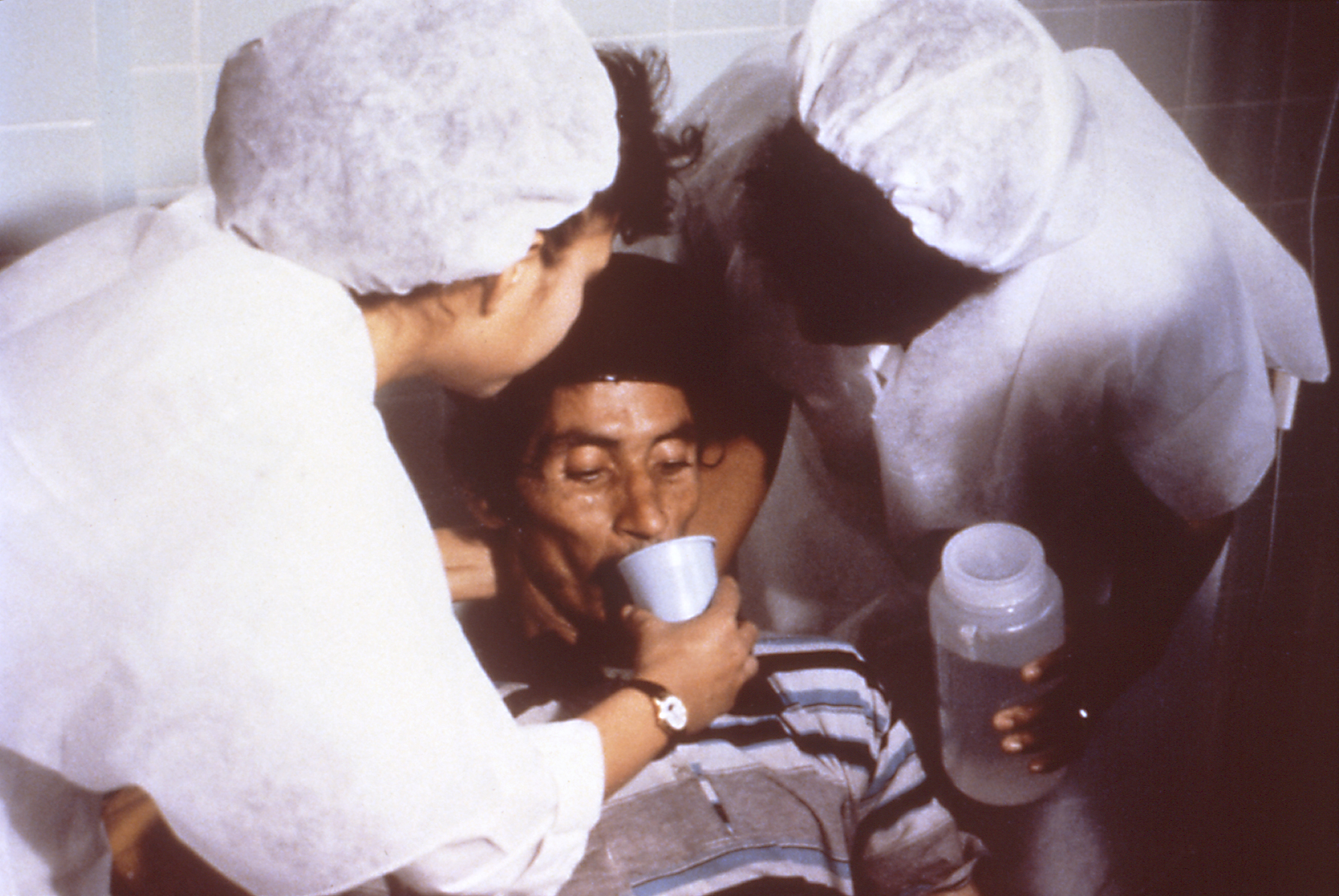
経口補液を受けるコレラ患者

下痢の際には通常より多くの水分が失われるため、それを補填するために経口または輸液により水分補給を行う。経口の場合は小腸で水分が吸収される経口補水液が有効である。

### 医薬品
原因が食中毒や感染症や消化管の器質的な疾患に起因する場合、原因に対する対症療法が行われる。食中毒、感染症、消化管の器質的な疾患に該当しない下痢の場合は止瀉薬が処方される。また、止瀉薬と乳酸菌製剤が併用される事もある。
なお、食中毒などの感染症に伴う下痢は本来は病原体や毒素を速やかに排出する防衛作用であり、下痢止め処置はかえって病状の悪化を招く危険があるとの専門家の指摘がある。